# Gerbár Tibor
Gerbár Tibor (Sátoraljaújhely, 1923. március 31. – Debrecen, 1995. december 28.) Jászai Mari-díjas magyar színész, érdemes művész, a debreceni Csokonai Színház örökös tagja.

## Életpályája
Sátoraljaújhelyen született, 1923. március 31-én. Színészi oklevelét 1944-ben kapta meg a Színművészeti Főiskolán. Pályáját a Vígszínházban kezdte, majd 1945-től vidéki társulatokban játszott, ezután 1949-től a Mesebarlang Bábszínházban szerepelt. 1951-től az Állami Déryné Színház tagja volt. 1960-tól 1987-ig a debreceni Csokonai Színház színművésze volt, de nyugdíjba vonulása után is foglalkoztatták. 1981-től 1986-ig a nyíregyházi Móricz Zsigmond Színházban lépett színpadra, 1990-től a debreceni teátrum örökös tagjai közé választották.

## Fontosabb színházi szerepei
- William Shakespeare: Lear király... Lear
- William Shakespeare: Vízkereszt vagy amit akartok... Böffen Tóbiás
- William Shakespeare: Ahogy tetszik... Corinnus
- William Shakespeare: Julius Caesar... Jós
- Molière: Tudós nők... Chrysale
- Molière: Dandin György vagy a megcsúfolt férj... Dandin György
- Molière: Scapin furfangjai... Argante, Octave apja
- Molière: Kénytelen házasság... Ravaszdi Gombi uram (Alcantor)
- Pierre-Augustin Caron de Beaumarchais: A sevillai borbély... Bartolo
- Lev Nyikolajevics Tolsztoj – Erwin Piscator: Háború és béke... Pierre Bezuhov
- Alekszandr Szergejevics Puskin: Aranyhalacska... Halász
- Makszim Gorkij: Nyaralók... Dvojetocsije, Szemjon Szemjonovics
- Alekszej Nyikolajevics Arbuzov: Egy szerelem története... Szergyuk
- Jevgenyij Lvovics Svarc: A sárkány... Polgármester
- Victor Hugo: A királyasszony lovagja... Egy szolga
- Friedrich Dürrenmatt: A milliomosnő látogatása... Ill; Boby, főkomornyik
- Eugene O’Neill: Amerikai Elektra... Ezra Mannon, vezénylő tábornok
- Eugene O’Neill: Hosszú út az éjszakába... James Tyrone
- Tennessee Williams: A vágy villamosa... Mitch
- Tennessee Williams: Amíg összeszoknak - Tetőpont egy barlang fölött... Stuart McGillicuddy
- Arthur Miller: Pillantás a hídról... Marco
- George Bernard Shaw: Sosem lehet tudni... Fergus Crampton
- Bertolt Brecht: Jó embert keresünk... Su Fu, borbély
- Bertolt Brecht: A kaukázusi krétakör... Hájas herceg, majd Lavrenti
- Bertolt Brecht: Galilei élete... Galileo Galilei
- Sławomir Mrożek: Bűbájos éj... Kartárs
- Aiszkhülosz – Szophoklész – Euripidész: A sors gyermekei... Teiresziász
- Níkosz Kazandzákisz – Joseph Stein – John Kander – Fred Ebb: Zorba... Alexisz Zorba
- Balassi Bálint: Szép magyar komédia... Dienes
- Csiky Gergely: Mákvirágok (A proletárok)... Timót Pál
- Szigligeti Ede: Béldi Pál... Boér
- Bíró Lajos: Sárga liliom... Rád János, főkapitány
- Fazekas Mihály: Ludas Matyi... Döbrögi
- Móricz Zsigmond: Úri muri... Csörgheő Csuli
- Móricz Zsigmond: Légy jó mindhalálig... Pósalaky
- Tersánszky Józsi Jenő: Kakuk Marci... Bojnyik, Rozi vadházastársa
- Molnár Ferenc: Doktor úr... Csató, rendőrfogalmazó
- Molnár Ferenc: Liliom... Linzmann
- Molnár Ferenc: Játék a kastélyban... Almády
- Sarkadi Imre: Elveszett paradicsom... Imre bácsi
- Sütő András: Egy lócsiszár virágvasárnapja... Mann, tiszttartó
- Tamási Áron: Énekes madár... Máté, Regina vőlegénye
- Müller Péter: Márta... Golda, Márta férje
- Gyárfás Miklós: Egérút... Orbók István, egy nagy ember gépkocsivezetője
- Babay József: Három szegény szabólegény... Főbíró
- Urbán Ernő: Gál Anna diadala... István
- Dobsa Lajos: Vérmennyegző... Koldus
- Balázs József: A bátori advent... Krucsay János
- Tabi László: Különleges világnap... Dr. Baranyai Burger Antal
- Szabó Magda: Az a szép, fényes nap... Gyula
- Molnár Géza: Anna-ünnep... Botár Zsiga, gazdag úrparaszt
- Molnár Géza: Vasárnap mindig esik az eső... Major Jani
- Kós Károly: István király /Az országépítő/... Mihály
- Lehár Ferenc: Víg özvegy... Zéta Mirkó
- Szirmai Albert – Kristóf Károly: Tabáni legenda... Vukovics Lázó
- Leo Fall: Pompadour... Király
- Forgách István: Vándormadarak... Kecskés
- Boross Elemér: Pletykafészek... Kovács Elek
- Gombos Imre: Pataki szüret (avagy a vőlegénység három próbája)... Rézöntő
- Selmeczi Elek: Örvény... Megyeri Elek
- Bartos Ferenc – Baróti Géza: Mindent a mamáért... Dobos
- Csizmarek Mátyás: Bújócska... Kovács Dániel
- Révész Gy. István: Az első harminchat óra... Kajafás
- Róna Tibor – Litványi Károly – Romhányi József: Urak és elvtársak (kabaré)... szereplő
- Jurij Burjakovszkij: Üzenet az élőknek... Friedrich
- Vlagyimir Zaharovics Massz – Mihail Abramovics Cservinszkij: Fehér akácok... Csumakov
- Vlagyimir Dihovicsnij – Mark Dihovicsnij: Sose halok meg... Kakas
- Leonyid Rahmanov: Viharos alkonyat... Járőrparancsnok
- Borisz Andrejevics Lavrenyov: Amerika hangja... MacDonald őrmester
- Konsztantyin Andrejevics Trenyov: Ljubov Jarovája... Malinyin ezredes
- Vaszilij Vasziljevics Skvarkin: Az idegen gyermek... Karaulov
- Alekszandr Jevdokimovics Kornyejcsuk: Csillagtárna... Gavrila
- Vszevolod Vitaljevics Visnyevszkij: Optimista tragédia... Anarchisták vezetője
- Branislav Nušić: A gyászoló család... Agaton, a nyugdíjas szolgabíró
- Michel André: Lulu... Migrén, felügyelő
- Axel Kielland: Az ember, aki nemet mondott... Bracken
- Oldřich Danĕk: Negyven gazfickó meg egy maszületett bárány... Dagadt, Heródes királyi gárdájának katonája
- Garson Kanin: Ócskavas nagyban (Pénz és szerelem)... Harry Brock

## Díjai, elismerései
- Jászai Mari-díj (1966)
- Csokonai-díj (1976)
- Érdemes művész (1977)
- A Csokonai Színház örökös tagja (1990)

## Filmek, tv
- Befejezetlen tárgyalás (1969)
- Rózsa Sándor (sorozat)

- 11. rész (1971) ... Plébános
- Megtörtént bűnügyek (sorozat)

- Száraz Martini (1974)... Kőfaragó
- Szép maszkok (sorozat)

- A Z. utcai postarablás hiteles története (1974)
- Makra (1974)
- Riasztólövés (1977)
- Fejezetek a Rákóczi-szabadságharcból (sorozat)

- 2. és 3. rész (1977)
- Önfelszámolás (1977)
- Sarkadi Imre: Szeptember (Színházi előadás tv-felvétele, 1977)
- Legato (1978) ... Takács, tanácselnök
- Illetéktelenek (1978)
- A zárka (1978)
- Hívójel (1979) ... Rendőr
- Két pisztolylövés (sorozat)

- 2. és 3. rész (1980) ... Czukor György
- A téglafal mögött (1980)
- A legnagyobb sűrűség közepe (1981)
- Védtelen utazók (1981)
- Vendéglátás (1982)
- A piac (1983) ... Szerednyik Árpi
- A tanítónő (1985)
- Dada (1987)